# آپولو ۴۴۰
آپولو ۴۴۰ (به انگلیسی: Apollo 440) (با نام‌های آپولو فور فورتی و @۴۴۰ نیز شناخته می‌شود) یک گروه انگلیسی است که در سال ۱۹۹۰ در لیورپول شکل گرفت. آپولو ۴۴۰ تاکنون ۵ آلبوم منتشر کرده‌است که همگی با همکاری هنرمندان دیگری تهیّه شده‌اند.

## پیشینه
متولد انگلیس